# Arc de la Sonda

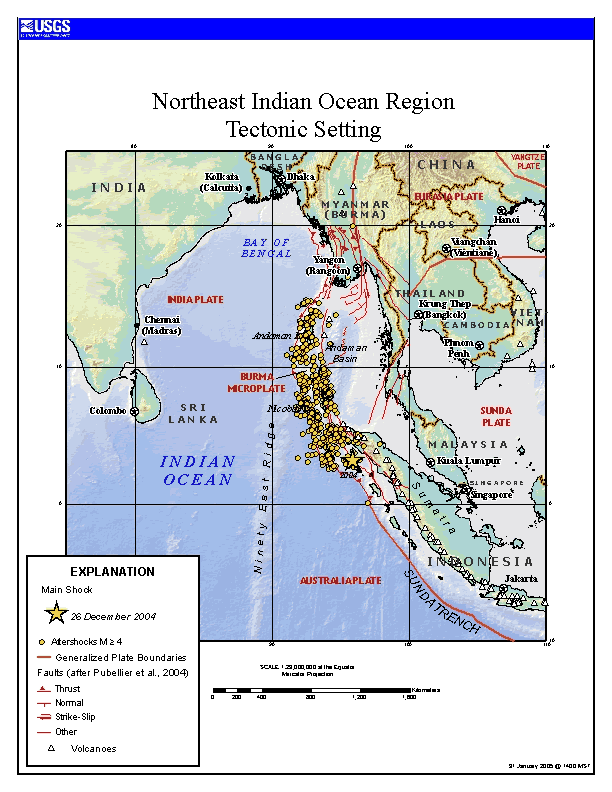
Arc i Fossa de la Sonda orientals mostrant l'activitat sísmica i tectònica.

L'Arc de la Sonda és un arc volcànic que ha produït les illes de Sumatra i Java, l'Estret de Sonda i les Illes Petites de la Sonda. Comença a Sumatra i acaba a Flores, i és adjacent a l'Arc Banda.
Una cadena de volcans ha format la topografia punxeguda d'aquestes illes. L'arc marca un límit convergent actiu entre el costat est de la placa eurasiàtica, que passa per sota d'Indonèsia (especialment la placa de la Sonda i la placa de Birmània), amb les plaques índica i australiana, que formen el fons marí de l'oceà Índic i el Golf de Bengala. L'arc de la Sonda és un exemple clàssic d'arc d'illes volcàniques, en el qual s'hi poden identificar tots els elements d'aquest tipus de geodinàmica.
Les plaques índica i australiana són subduïdes sota les plaques de Sonda i de Burma al llac de l'Arc de la Sonda. La deformació tectònica al llarg de la zona de subducció a la Fossa de Java (també coneguda com la Fossa de Sonda), va causar el terratrèmol de l'Oceà Índic del 26 de desembre de 2004, que a la zona de l'Arc Banda el tsunami va arribar als 35 metres d'alçada.
L'arc de la Sonda també és la llar d'alguns dels volcans més perillosos del món. L'erupció del Tambora a l'Illa de Sumbawa el 1815, es considera la més massiva de la història recent. Es creu que aquesta zona de subducció també ha creat el volcà actiu més gran del món al Llac Toba, que ha produït l'erupció volcànica més gran de la història de la humanitat (IEV 8), expulsant uns 2.800 km³ de magma. El soroll més fort de la història recent va ocórrer en l'erupció del Krakatau de 1883 i es va sentir a 4.828 kilòmetres de distància. Centenars de milers de persones haurien mort en aquestes erupcions i pels episodis d'altres volcans, incloent el Papandayan, el Galunggung i el Kelut.